# Український Аґроном
«Український Аґроном» — наук-аґрономічний і гром. місячник, орган Укр. центр. і Харківського окружного бюра Аґрономічної Секції Проф. Спілки сіль.-госп. і ліс. робітників, виходив у Харкові 1925—29 замість ж. «Земельник» (1924–1925). З 1930 замість «У. А.» виходив двотижневик «Спеціаліст сіль. господарства України», 1931—32 — «Спеціаліст соц. сіль.госп. виробництва».